# Internationale ouvrière
Pour les articles homonymes, voir Internationale (politique).
L'Internationale socialiste fut fondée, à l'initiative notamment de Friedrich Engels, par les partis socialistes et ouvriers d'Europe lors du congrès de Paris en juillet 1889 ; elle est aussi connue sous le nom de Deuxième Internationale, ou Internationale ouvrière.
Regroupant les délégations participantes de vingt pays, elle s'inscrivait dans la continuité de la Première Internationale, dissoute dans les années 1870. Son unité prit fin avec la Première Guerre mondiale.

## Histoire

### Pré-fondation (1881-1889)
Après la dissolution de la Première Internationale et de l'Association internationale des travailleurs en 1876, l'idée d'une nouvelle Internationale se concrétise en octobre 1881 lors d'une conférence à Coire en Suisse. Elle réunit des délégués du Parti socialiste ouvrier d'Allemagne (SAPD), des membres du premier Parti socialiste belge – qui sont à l'origine de cette rencontre –, des représentants de la Fédération des travailleurs socialistes de France (FTSF), des représentants francophones et germanophones de l'Union syndicale suisse, deux délégués polonais en exil à Genève, un représentant russe et un représentant hongrois. Le fruit de cette conférence est la rédaction d'un nouveau manifeste dont le texte doit être approuvé lors d'une prochaine réunion.
Mais, du côté français, le congrès du FTSF à Saint-Étienne en 1882, entérine une scission entre, d'un côté, les possibilistes qui sont dans la ligne de Paul Brousse, et, de l'autre côté, les proches de Jules Guesde et Paul Lafargue dont le programme politique avait l'aval de Karl Marx et Friedrich Engels, qui s'en vont fonder le Parti ouvrier français. 
En 1884, 1885 et 1886, le FTSF possibiliste organise une série de conférences internationales : la dernière année, le SAPD allemand, considéré comme illégal en son pays, entre en désaccord avec le FTSF et organise en septembre 1887 son propre meeting à Saint-Gall (Suisse). En 1888, à Londres, se tient la réunion internationale du Trades Union Congress ; c'est à ce moment-là que la majorité des représentants s'entend pour fonder une IIe Internationale à Paris l'année suivante, cependant qu'une scission demeure entre les différents courants.

### Le congrès de Paris, 14 juillet 1889

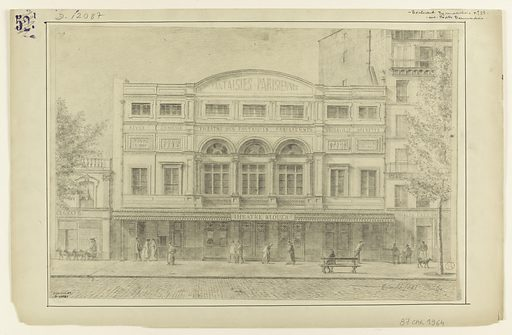
L'ancien théâtre des Fantaisies-Parisiennes, 25 boulevard Beaumarchais, siège du congrès de Paris en 1889.

Se fondant sur le constat de la lutte des classes, la Deuxième Internationale milite jusqu'au début du XXe siècle sur les bases du marxisme. Mais certains courants se développent à la droite de l'Internationale, prêchant l'abandon du principe selon lequel « l'émancipation des travailleurs doit être l'œuvre des travailleurs eux-mêmes » (principe révolutionnaire qui était celui de la Première Internationale) et recommandant de privilégier le parlementarisme et le réformisme. En 1904, le congrès donne cependant raison au révolutionnaire Jules Guesde contre le « réformiste » Jean Jaurès, choix inverse de celui des élections qui donnent 31 députés à Jaurès et 12 à Guesde.

Certains anarchistes furent présents à ce congrès, réclamant le groupement des travailleurs en lutte essentiellement sur le terrain économique, et rejetant la division politique, mais ils en furent exclus pour les raisons de divergence tactique claires.

## Congrès internationaux
- Pré-congrès : Londres, 1888

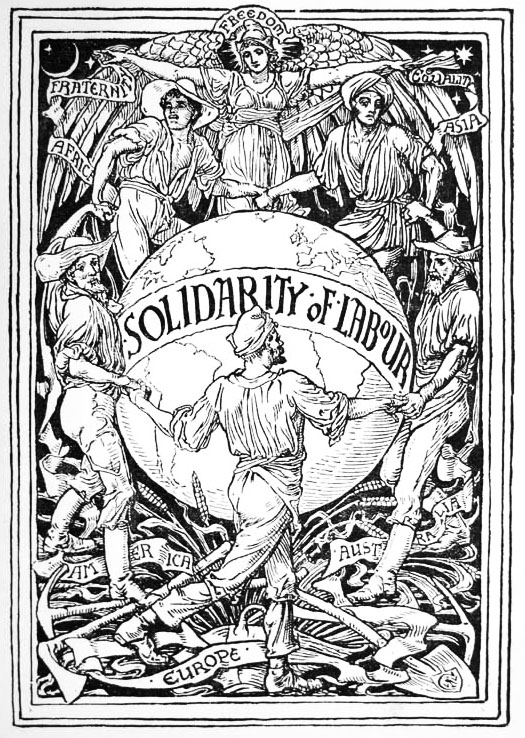
Walter Crane : Solidarity of Labour (1889).

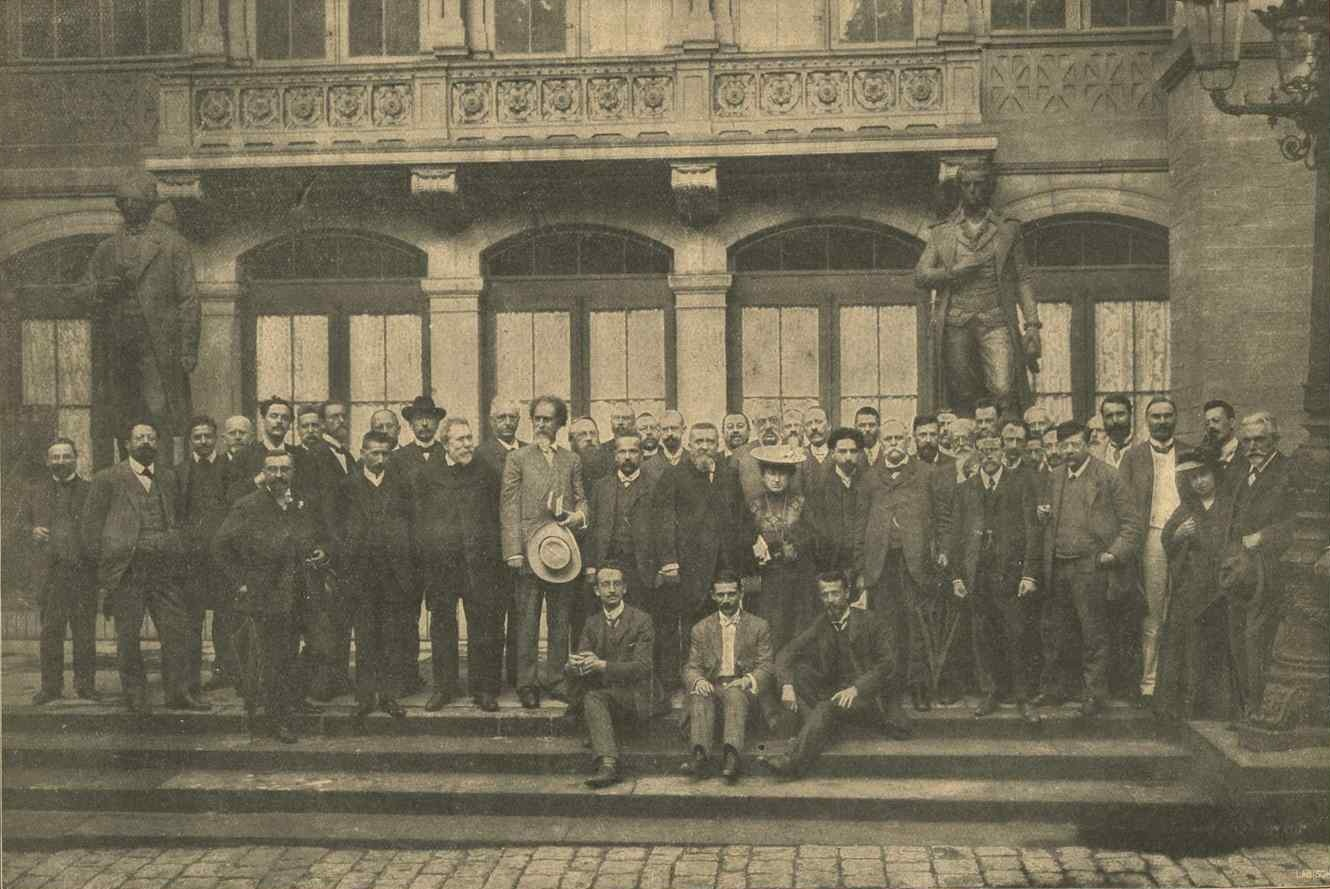
Délégués au Congrès international socialiste de 1907 à Stuttgart, en Allemagne. Jean Jaurès et Rosa Luxemburg sont côte à côte.

- 1er Congrès : Paris, 14 juillet 1889
- 2e Congrès : Congrès international ouvrier socialiste de Bruxelles, 1891
- 3e Congrès : Zurich, 1893
- 4e Congrès : Londres, du 26 juillet au 1er août 1896 — International Socialist Workers and Trade Union Congress, London 1896 (en)
- 5e Congrès : Amsterdam, Congrès socialiste international de 1904
- 6e Congrès : Stuttgart, Congrès international socialiste, 1907
- 7e Congrès : Copenhague, 1910
- 8e Congrès : Bâle, 1912

## Dissolution

### Rejet de la guerre
Après le déclenchement de la Première Guerre mondiale, les dirigeants socialistes (à l'exception notamment des Russes et des Serbes), votèrent les crédits militaires demandés par les gouvernements. Les militants fidèles à l'internationalisme et au pacifisme dénoncent ce reniement de la majorité, et militent contre la guerre - ce qui leur vaut souvent d'être exclus des partis de la Deuxième Internationale (c'est le cas par exemple de Rosa Luxemburg et de Karl Liebknecht en Allemagne). Certains de ces militants hostiles à la guerre seront plus tard appelés « communistes », par opposition à leurs ex-camarades socialistes ; d'autres opposants à la guerre formeront l'aile gauche des partis socialistes (socialistes révolutionnaires).
Durant le conflit, deux conférences, celle de Zimmerwald en 1915 et surtout celle de Kiental en 1916, ont réuni les militants de la gauche de l'Internationale, parfois exclus, pour s'opposer à la guerre et aux dirigeants socialistes la soutenant.

### La troisième Internationale
À la suite de la Révolution russe, de nombreux socialistes rallient l'Internationale communiste fondée par les bolcheviks en 1919, et comportant déjà diverses organisations communistes (notamment les spartakistes allemands exclus du SPD) pendant la guerre.
D'autres ont pris leurs distances, comme la section française de l'Internationale ouvrière - Scission entre communistes et socialistes.[À attribuer]

## Les tentatives de reconstitution après la guerre
D'autres membres vont former l'Union des partis socialistes pour l'action internationale, connue sous le nom d'Union de Vienne ou Internationale Deux et demie.
En 1923, les derniers partis membres de l'Internationale socialiste se rassemblent avec ceux de l'Union de Vienne pour former l'Internationale ouvrière socialiste.